# Nybodahöjden

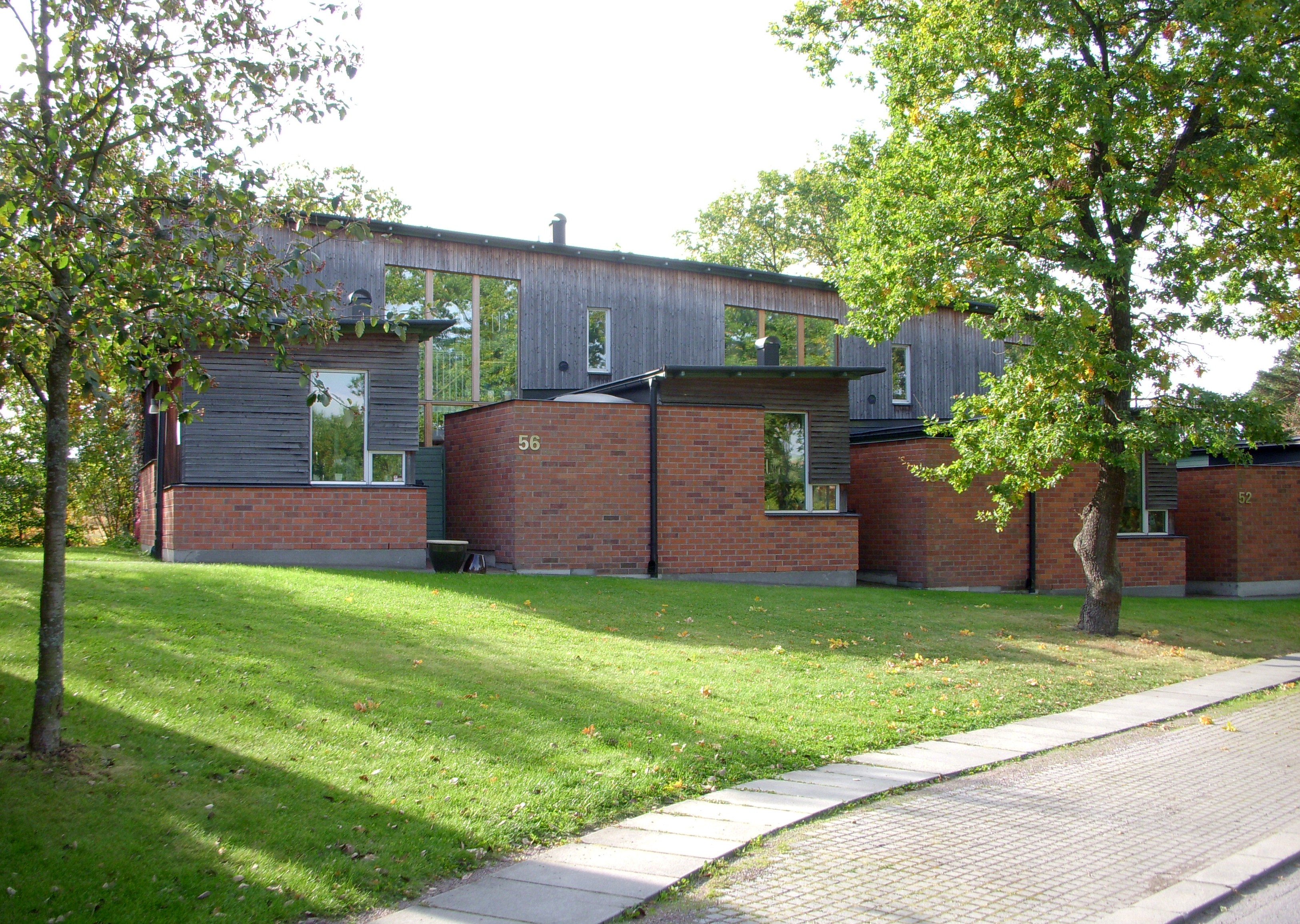
Kedjehus på Nybodahöjden 2009.

Nybodahöjden är ett bostadsområde i Liljeholmen sydväst om Stockholms innerstad. Det ligger på Nybodaberget som delar Årstaberg och Årstadal. På Nybodahöjden uppfördes Nybodahemmet som invigdes 1938.

## Nybodaberget
Nybodaberget är det cirka 45 meter höga berget som delar Årstadal och Årstaberg. Genom berget finns en järnvägstunnel (Nyboda tunnlar) för transporter mellan Älvsjö och Liljeholmens industriområde samt en tunnel (Årstadalstunneln) för Tvärbanan mellan Årstadal och Årstaberg. Järnvägstunneln var mellan åren 1862 och 1929 en del av västra stambanan då Årstabron togs i drift. Spårvägstunneln togs i drift år 2000.

## Nybodahemmet

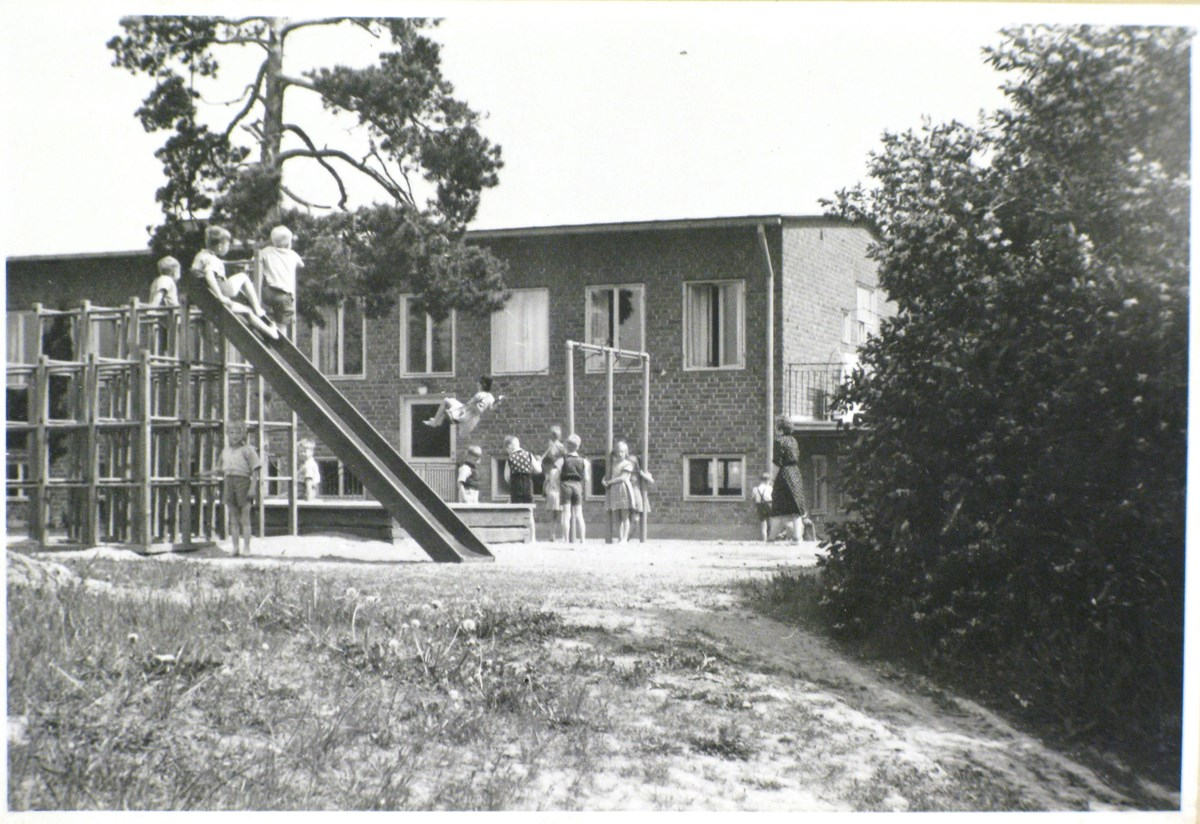
Barnhemmet Nybodahemmet år 1942.

På Nybodahöjden fanns sedan tidigare Nybodahemmet bestående av fem paviljonger grupperade kring en köksanläggning och en sjukavdelning, allt i rött tegel. Nybodahemmet ritade av arkitekt Paul Hedqvist med Stockholms barnavårdsnämnd som beställare. Byggmästare var Olle Engkvist och anläggningen stod klar 1938. Vid invigningen talade borgarrådet Oscar Larsson.
Barnhemmet hade plats för 245 barn, här kunde barn mellan ett och 16 år får sin hemvist. Under ett år passerade ungefär 1000 barn hemmet. Hemmet var till för barn som saknade familj eller av någon anledning inte kunde bo hemma längre. Hemmet lades ner i början av 1960-talet, och efter det var det särskoleinternat och flyktingförläggning. Fram till mitten av 1990-talet hyrde olika företag in sig i husen. I samband med utställningen ByggaBo981998 revs två av områdets paviljonger, resten byggdes om till moderna radhus och lägenheter.

## ByggaBo98
Under kulturhuvudstadsåret i Stockholm 1998, initierade Stockholms Byggmästareförening en bomässa på Nybodahöjden, ByggaBo98. Området var det första där Stockholms stads program för ekologiskt byggande och sunda hus. Utställningen genomfördes den 13 till 28 augusti 1998 och besöktes av ca 38.000 personer. På Nybodahöjden uppfördes  156 bostäder huvudsakligen i låga radhus samt små punkthus, benämnda stadsvillor. Stadsvillorna ritades av Mats Egelius, White arkitekter och Kjell Forshed. Radhusen ritades av Gert Wingårdh och Johansson Linnman Arkitekter.

## Bilder

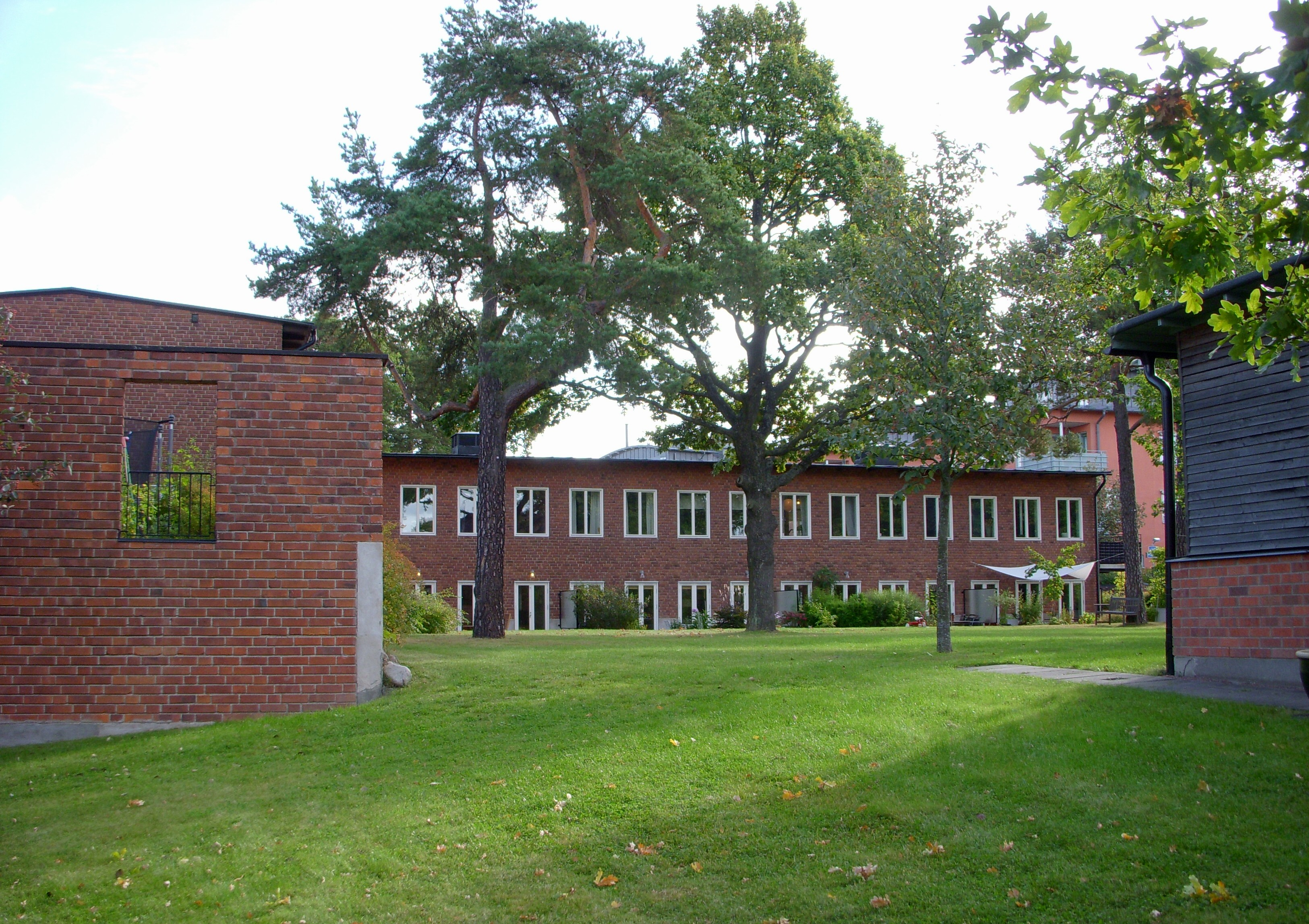
Före detta Nybodahemmet
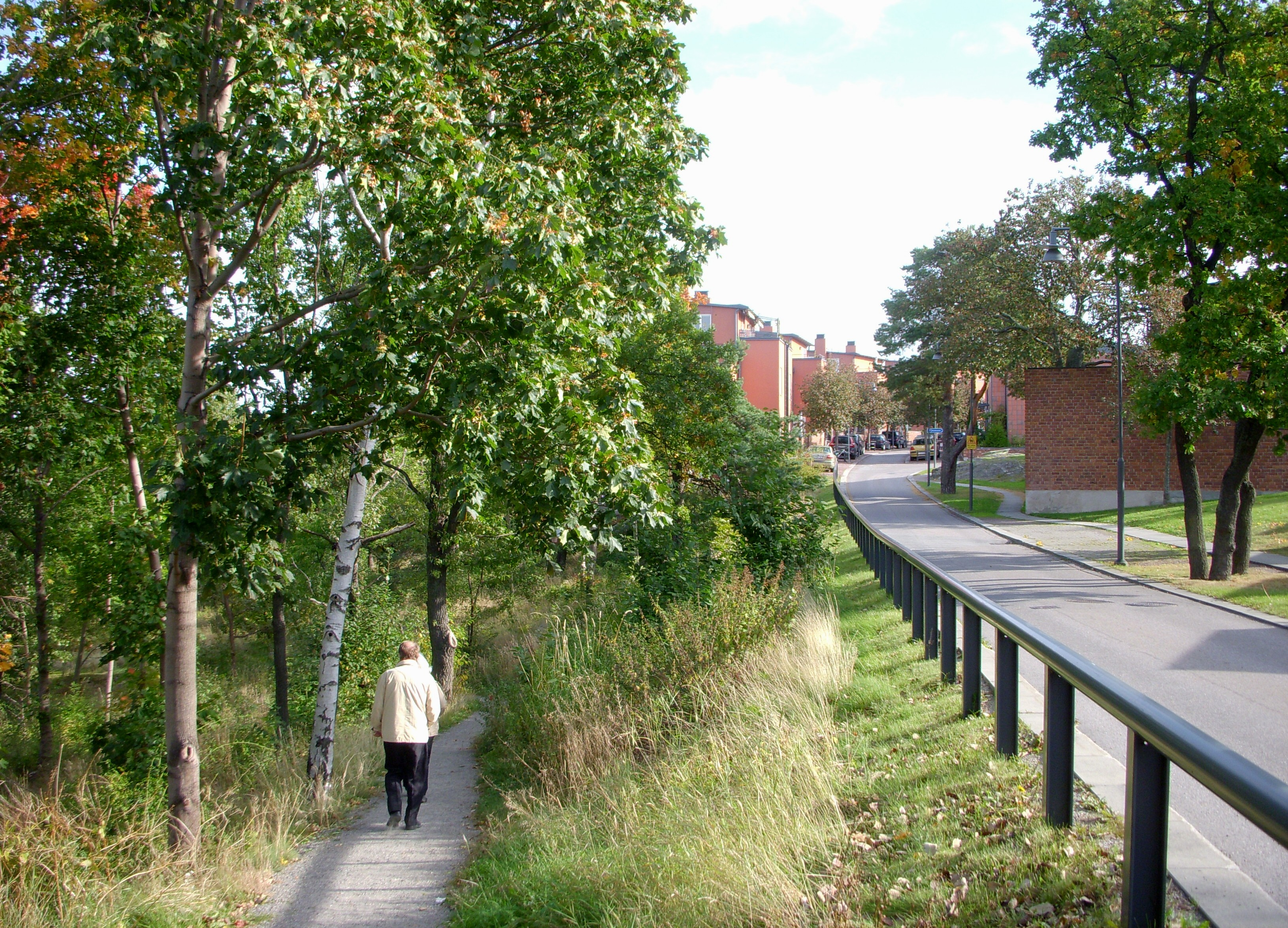
Promenadstig på Nybodaberget
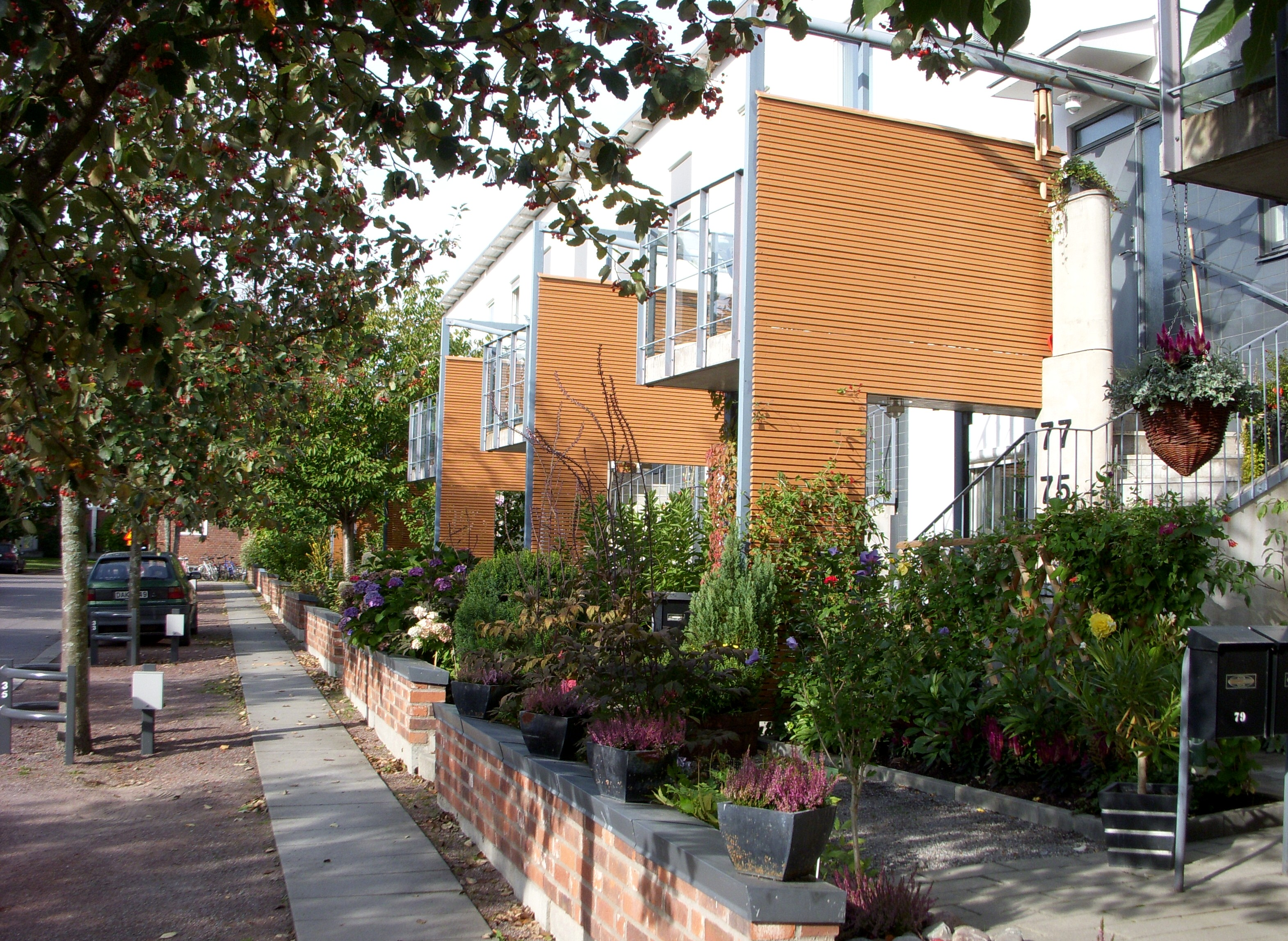
Bebyggelsen vid Nybodaringen
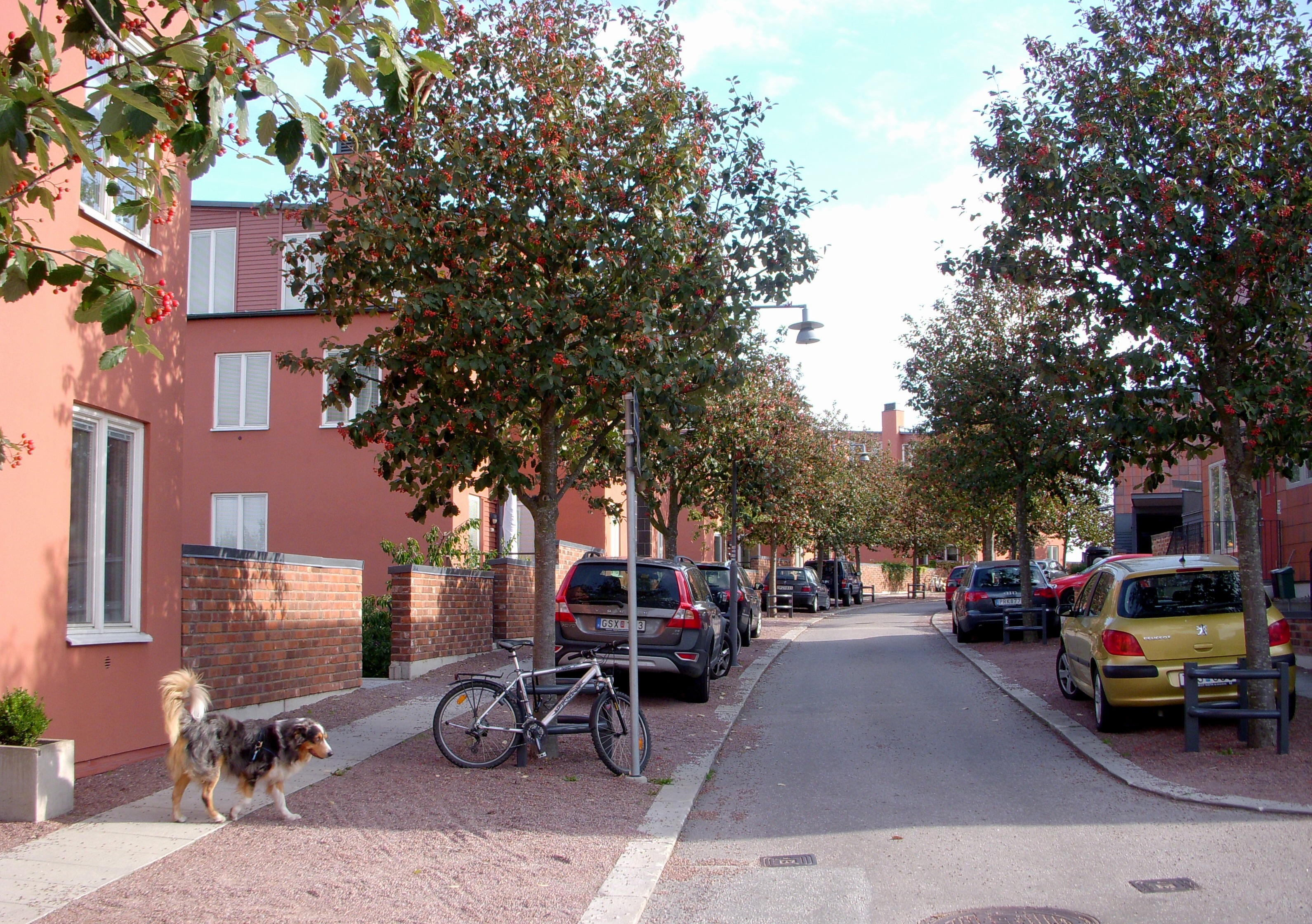
Nybodaringens gaturum